# Командування особливого призначення «Саарпфальц»
Командування особливого призначення «Саарпфальц» (нім. Höheres-Kommando Saarpfalz) — спеціальне головне командування особливого призначення Сухопутних військ Вермахту за часів Другої світової війни.

## Історія
Командування особливого призначення «Саарпфальц» було сформоване 13 вересня 1944 на території Саарпфальца.

## Райони бойових дій
- Німеччина (вересень 1944 — травень 1945).

## Командування

### Командири
- генерал артилерії Ервін Енгельбрехт (нім. Erwin Engelbrecht) (13 вересня 1944 — 25 січня 1943).

## Бойовий склад командування особливого призначення «Саарпфальц»
- 36-та фольксгренадерська дивізія (36. Volks-Grenadier-Division);
- 17-та танково-гренадерська дивізія СС «Гьотц фон Берліхінген» (17. SS-Panzergrenadier-Division "Götz von Berlichingen");
- 172-га резервна дивізія (172. Reserve-Division).